# Tokischa
Tokischa Altagracia Peralta (Puerto Plata, 17 de marzo de 1996) es una cantante urbana y vedette dominicana.
Durante su carrera artística, Tokischa ha colaborado con artistas como Madonna, Rosalía, J Balvin, Marshmello, Natanael Cano, Anuel AA, Ozuna, Ñengo Flow, Bad Gyal, Young Miko, Natti Natasha y Eladio Carrión.
Originaria del mundo del modelaje, donde trabajó bajo la tutela del renombrado fotógrafo Raymi Paulus, Tokischa encontró su camino hacia la música. Tras firmar un contrato con Paulus Music, debutó con su sencillo «Pícala», el cual alcanzó un éxito notable a nivel regional. Su estilo y su imagen han generado polémica, siendo descritos por los medios internacionales como tanto «controvertidos» como «liberadores», lo que ha provocado discusiones y una amplia atención mediática.

## Biografía
Tokischa Altagracia Peralta nació en 1996 en Puerto Plata, República Dominicana, aunque se crio en la capital del país, Santo Domingo. A una edad temprana, su madre emigró a Estados Unidos, dejándola en una situación de crianza complicada, con su padre enfrentando periodos de encarcelamiento.
A lo largo de su juventud, Tokischa demostró una versatilidad notable: estudió Bellas Artes y Dramaturgia, incursionó en el modelaje profesional a los dieciséis años y luego trabajó en un centro de llamadas durante un año. A los dieciocho, se adentró en el mundo del trabajo sexual, una experiencia que, según sus propias palabras, fue emocionalmente agotadora y desencadenó un cambio en sus prioridades financieras, pasando de la droga al enfoque en la música.
Su destino cambió a los veinte años durante una sesión fotográfica en su ciudad natal, donde conoció al productor y diseñador Raymi Paulus. Impresionado por su voz y talento innato, Paulus le ofreció la oportunidad de grabar en su estudio. Este encuentro marcó el comienzo de su carrera musical, culminando en la firma de un contrato discográfico con el sello Paulus Music.

### Vida personal
Se identifica como bisexual.

## Carrera

### 2018–2020: Primeros estrenos y éxito regional
En 2018, Tokischa debutó con la canción «Pícala», junto al cantante dominicano Tivi Gunz. El video musical, que alcanzó un millón de vistas en la primera semana, presenta escenas que muestran un viaje psicodélico y alucinógeno causado por el consumo de algunas sustancias. En noviembre, lanzó la canción «Que viva» con Químico Ultra Mega. También se presentó en el Festival de Trap Dominicano, que se celebra anualmente en diferentes lugares de todo el país.
En febrero de 2019, Tokischa lanzó el sencillo «Perras como tú», como parte de la banda sonora de la película mexicana Miss Bala: sin piedad. En septiembre, lanzó el extended play Freestyle #007, en colaboración con DJ Scuff. Al mismo tiempo, lanzó el sencillo «Empatillada», con Jamby el Favo. Al mes siguiente, lanzó el sencillo «Twerk» con Eladio Carrión. Su vídeo musical alcanzó más de cinco millones de vistas en la plataforma de YouTube. Al año siguiente, Tokischa estrenó la canción «Varón», una de sus canciones más controvertidas. En febrero, colaboró en el sencillo «Amor y dinero» de El Jincho. En octubre, lanzó la canción «Desacato escolar» con Yomel el Meloso y Leo RD, que fue parcialmente censurada en varias plataformas durante un tiempo limitado. Al mes siguiente, lanzó el sencillo «Hoy amanecí», junto a Tivi Gunz. En diciembre, publicó «El rey de la popola», con el cantante dominicano Rochy RD.

### 2021-2023: Salto internacional y colaboraciones
En enero de 2021, Tokischa publicó el sencillo «Yo no me voy acostar», junto a Yailin la Más Viral y La Perversa. Ese mismo mes estrenó «Bellaca putona», con Químico Ultra Mega, que logró posicionarse en la cima de las listas en su país natal. Durante el año, continuó lanzando canciones en el género urbano y colaboraciones con artistas regionales. Tokischa acaparó titulares internacionales en el verano de ese año después de varias colaboraciones con J Balvin y Rosalía. Ambos vídeos musicales fueron grabados en Santo Domingo. Tanto Tokischa como Rosalía promocionaron en gran medida su canción «Linda», producida por Leo RD. Fue lanzada el 1 de septiembre. Una semana antes, se lanzó para descarga digital «Perra», la colaboración con J Balvin. Tokischa, junto con su sello discográfico Paulus Music, había firmado previamente un acuerdo de distribución con Equity Distribution, la compañía de distribución independiente de Roc Nation, a principios de esa temporada.
En septiembre de 2021, interpretó «Linda» junto a Rosalía en los Premios Billboard de la Música Latina.
En junio de 2022, Tokischa fue destacada en la lista «Six of music’s Queer game-changers» de la revista Billboard, junto a Dove Cameron. Ese mismo año, Tokischa lanza varias colaboraciones importantes en su carrera, entre ellas, «Delincuente», junto a Anuel AA y Ñengo Flow, según la revista Time uno de los mejores temas del año, «Kilos de amor», junto a Natanael Cano, «La Combi Versace», incluida en el álbum «Motomami» de Rosalía, «Estilazo», junto al DJ y productor Marshmello, «Somos iguales», junto a Ozuna, «Hung up on Tokischa», una remezcla del éxito de Madonna de 2005 «Hung Up» que utiliza ritmo dembow, y «KILO», de la mano de The Martinez Brothers, canción que fue remezclada por varios artistas como Major Lazer.
En 2023, Tokischa lanza varios sencillos como artista principal: «Candy», que tuvo su propia Gallery Session, y «Daddy», junto a la rapera estadounidense Sexyy Red, y varias colaboraciones como artista invitada. Entre ellas, destaca «Chulo pt. 2», junto a la española Bad Gyal y la puertorriqueña Young Miko, remix de la canción original de Bad Gyal. Dicha canción ha sido su mayor éxito hasta la fecha, entrando en las listas musicales de varios países latinoamericanos, en la Hot Latin Songs y en la Billboard Global 200, además de ser certificada séxtuple disco de platino en Estados Unidos (latin) por la Recording Industry Association of America y disco de oro en México por AMPROFON.
Otras colaboraciones que vieron la luz ese mismo año fueron un remix de la canción «Players» de Coi Leray, el remix de «NO PARE», de su compatriota Natti Natasha y «La muerte», dentro del álbum Escândalo Íntimo de la brasileña Luísa Sonza.
Ese mismo año, es galardonada en los Premios Juventud por su canción «Delincuente», en la categoría de mejor canción de dembow.

### 2024-presente:Sol
En marzo se estrena «Jalo!» junto al productor puertorriqueño Tainy, como parte de la banda sonora de la película «Rebel Moon - Parte 2: La guerrera que deja marca». En abril, se estrena «Ride or Die pt. 2», remix de la canción original de Sevdaliza y Villano Antillano, canción que entró también en las listas de éxitos de varios países.
En mayo de 2024, Tokischa lanza su propio sello discográfico, apoyada por Warner Music Latina y Atlantic Records, después de varios años lanzando música con Paulus Music.
Ese mismo mes, ya bajo su propio sello, lanza el primer sencillo de su primer álbum, «Sol», canción que marca el inicio de una nueva era en su trayectoria musical. El mensaje de la canción consiste en que «va a salir el Sol», y que se puede salir adelante en los malos momentos, y tarde o temprano, llegarán días mejores para quienes creen en ellos mismos. Durante su concierto en el Orgullo de Los Ángeles, la interpretó en directo por primera vez y dio un pequeño discurso para presentarla: «En el momento que la escribí [la canción], pensaba en desacato, fiesta, diversion, droga...», «Hoy para mí tiene un sentido diferente porque marca una nueva etapa en mi vida y en mi carrera, me hace pensar en el refrán "el Sol sale para todos" o "el Sol sale todos los dias", me hace sentir todas las veces que el Sol ha salido en momentos de oscuridad en mi vida».
Ese año surgieron otras colaboraciones, entre las que podemos destacar «Chama», lanzada en septiembre junto a la venezolana Arca, que ya había sido adelantada en los sets de DJ de Arca e interpretada por Tokischa durante su gira por Estados Unidos ese año.
En diciembre de 2024, Tokischa lanzaría el segundo sencillo de su álbum, titulado «De Maravisha», junto a Nathy Peluso y producido por Skrillex.
Ya en 2025, «Chulo pt. 2» es ganadora de la categoría de mejor colaboración femenina de los Premios Lo Nuestro. En marzo se lanza «Piscis», tercer adelanto de su álbum, junto al productor brasileño Papatinho, en el que mezcla el funk brasileño con el dembow dominicano.

## Discografía

### Sencillos

#### Como artista principal
- «Pícala» (con Tivi Gunz) (2018)
- «Que viva» (con Químico Ultramega) (2018)
- «Perras como tú» (con Farina) (2019)
- «Freestyle #007» (con DJ Scuff) (2019)
- «Empatillada» (con Jamby el Favo) (2019)
- «Twerk» (con Eladio Carrión) (2019)
- «Amor y dinero» (con El Jincho) (2020)
- «Varón» (2020)
- «Desacato escolar» (con Yomel el Meloso) (2020)
- «El rey de la popola» (con Rochy RD) (2020)
- «Yo no me voy acostar» (con La Perversa y Yailín la Más Viral) (2021)
- «No me importa» (con Secreto el Famoso Biberón) (2021)
- «Tukuntazo» (con Haraca Kiko y El Cherry Scom) (2021)
- «Perra» (con J Balvin) (2021)
- «Linda» (con Rosalía) (2021)
- «Singamo» (con Yomel El Meloso) (2021)
- «Sistema del patio» (con 3730) (2022)
- «Hola» (con Eladio Carrión) (2022)
- «Delincuente» (con Anuel AA y Ñengo Flow) (2022)
- «Kilos de amor» (con Natanael Cano) (2022)
- «Bandidaje Remix» (con July Queen y Liss Doll RD) (2023)
- «Candy» (2023)
- «Daddy» (con Sexyy Red) (2023)
- «Sol» (2024)
- «De Maravisha» (con Nathy Peluso) (2024)
- «Piscis» (con Papatinho) (2025)
- «MIAMI» (2025)
- «CELOS» (con Bulin 47) (2025)

#### Como artista invitada
- «Mala» (con Nino Freestyle) (2020)
- «¿Quieren guerra?» (con El Experimento, El Jincho, Chuky73 y Químico Ultra Mega) (2020)
- «Rosado remix» (con Poeta Callejero,  MC Albertico, El Ministro y El Piro RD) (2020)
- «Bellaca putona» (con Químico Ultramega) (2021)
- «No me falles» (con Amenazzy) (2021)
- «Enfermo» (con Arcángel, Brray, Farina y Kiko el Crazy)
- «Dorito & Coca-Cola» (con Danny Ocean) (2021)
- «Toy eléctrica» (con Rosmailin Wa) (2022)
- «La combi Versace» (con Rosalía) (2022)
- «Estilazo» (con Marshmello) (2022)
- «Choke choke (Remix)» (con Frasigan, Kaly Ocho, Braulio Fogon y DJ Kiko El De Lo Alka) (2022)
- «Somos iguales» (con Ozuna) (2022)
- «Hung up on Tokischa» (con Madonna) (2022)
- «KILO» (con The Martinez Brothers) (2022)
- «Players (Tokischa remix)» (con Coi Leray) (2023)
- «Chulo pt. 2» (con Bad Gyal y Young Miko) (2023)
- «NO PARE (Remix)» (con Natti Natasha) (2023)
- «La muerte» (con Luísa Sonza) (2023)
- «Chivirika» (con Yomel El Meloso) (2023)
- «Jalo!» (con Tainy) (2024)
- «Ride or die, pt. 2 (con Sevdaliza y Villano Antillano) (2024)
- «Boom» (con Skillibeng) (2024)
- «Picky (Remix)» (con Jezzy) (2024)
- «Chama» (con Arca) (2024)
- «Tot* Lindo» (con Huan62) (2025)

## Giras musicales
- 2023: Popola Presidente World Tour

## Compromiso social
La Fundación Sol, junto a Jompéame, recaudaron 10.893.702 pesos dominicanos para las 96 familias afectadas por el colapso del techo de la discoteca Jet Set, en Santo Domingo. Tokischa visbilizó la causa en redes sociales y denunció mediante un tuit y una publicación en Instagram que la tragedia fue el resultado «de una cadena de negligencias» y no un accidente.

## Controversias

### Contenido fotográfico explícito
En diciembre de 2019, Tokischa se registró en OnlyFans y comenzó a publicar contenido sexualmente explícito después de haber sido censurado previamente en Instagram. La opinión popular sobre este movimiento de Tokischa fue negativa, y muchos la atacaron por «venderse en línea». En 2021, la cantante se abrió sobre la polémica a ABC, afirmando que «abrí mi cuenta porque siempre me ha gustado el contenido explícito, la sexualidad, lo sexi, el morbo. Eso me traía problemas en casa porque me veían haciéndome fotos sexis, “que tú eres una niña, ¿que tú estás haciendo?”. En Instagram me borraron algunas fotos, así que cuando llegó OnlyFans, vi la forma de tirar todo lo que quiera sin rendir cuentas, y sin censuras. Conocí a un equipo de trabajo que me dijo que podía sacarle dinero a eso, y me enseñó cómo hacerlo. Eso me ayudó mucho en pandemia. Me sustentó. Casi toda la inversión que hecho en mi música en los últimos meses la he sacado de OnlyFans».
Su polémica más notoria llegó en agosto de 2021, cuando la rapera posó semidesnuda en el santuario de la Virgen de la Altagracia en La Vega. El alcalde de la localidad, emitió un comunicado: «La gobernación municipal rechaza la actitud irreverente e irrespetuosa de la joven Tokischa, quien faltó a las normas éticas y los valores morales que rigen la convivencia civilizada y ejemplar de nuestro municipio». La trapera luego expresó su pesar en línea y afirmó que «no las hice con la intención de ofender sino de demostrar que cualquier persona puede orar, venga de donde sea, o sea lo que represente, y lamento mucho que se hayan ofendido. Les pido disculpas y un abrazo para todos". Pese a la disculpa, la Fiscalía de La Vega dictaminó que la intérprete no podrá visitar los santuarios de esa provincia durante un año, luego de que el alcalde Kelvin Cruz interpusiera una denuncia en su contra.

### Letras de sus canciones
En octubre de 2020 lanzó el tema «Desacato escolar», una colaboración con Yomel el Meloso y Leo RD. La canción causó controversia por su letra con supuesta apología a la prostitución. Incluso fue eliminada de YouTube. Sin embargo, vio un efecto Streisand y creció rápidamente en números. Tokischa habló sobre ello, afirmando que: «Yo pienso que esa gente que lo critica no quiere aceptar la vida tal y como es. El dembow y la música urbana en general son la expresión del barrio y del bajo mundo, de lo que se vive. Si el trap te habla de delincuencia y de armas es porque eso existe, no porque se lo esté inventando el artista. No podemos ignorar esas realidades. La prostitución igual, eso existe de siempre, y si hablan en las canciones de ello, es porque es así. Si esa persona que critica se siente muy pulcra pues quizá sea porque no quiera saber de estas realidades ni que salga a la luz todo eso, pero nosotros cantamos de lo que vivimos, y eso es inevitable».
En 2021 se publica su sencillo «Perra», junto a J Balvin, el cual sería censurado por el gobierno colombiano por ser considerado un tema racista, sexista y misógino, hasta el punto de haber sido retirado su vídeo musical de YouTube. La cantante habló durante una entrevista de la W Radio: «No sé qué pasó con el video. No tuve una explicación directa, tampoco pregunté porque entiendo lo que está pasando. Pero la música ya está allí, la música ya la sintieron, se la gozaron y la van a seguir gozando. La música no muere» y explicó el uso del concepto «perra» como forma de empoderamiento: «Es una idea del fuego femenino, de esa llama que tiene la mujer y es algo real. Es solo una comparación. Una mujer ‘perra’ es una mujer libre, empoderada, una mujer a la que no le importa. Me sentí muy a gusto. Es algo creativo. Además, el perro es el mejor amigo del hombre».

### Otras polémicas
En abril de 2022, Tokischa causó controversia al compartir en Instagram una fotografía luciendo una camiseta con el mensaje «Free Rochy. Team Wawawa», en apoyo a Rochy RD, quien enfrentaba cargos por presuntos abusos sexuales a una menor de dieciséis años y por su supuesta participación en una red de prostitución infantil. La acción de Tokischa fue objeto de fuertes críticas en las redes sociales.
En agosto de 2022, surgió un vídeo viral en el que Tokischa y la rapera trans Villano Antillano fueron captadas besándose y compartiendo un vaso durante un concierto en Puerto Rico. Esta situación desencadenó reacciones adversas, incluyendo amenazas por parte de usuarios y artistas como Cosculluela, quienes calificaron el acto como «una vergüenza» y argumentaron que no era apropiado para un público juvenil. En respuesta, Tokischa minimizó la situación durante una entrevista, mientras que Villano acusó a Omy de Oro de exhibir comportamientos de homofobia y transfobia. Villano señaló que, a pesar de que anteriormente se habían presenciado muestras de afecto entre mujeres en conciertos, como los besos de Tokischa a Rosalía en los Billboard Latin Music Awards y a Madonna durante el Orgullo de Nueva York, Omy de Oro solo tomó una postura negativa al tratarse de una artista trans.

## Premios y nominaciones
| Año  | Premio                   | Trabajo                                                 | Categoría                      | Resultado | Ref.   |
| ---- | ------------------------ | ------------------------------------------------------- | ------------------------------ | --------- | ------ |
| 2022 | iHeartRadio Music Awards | Ella misma                                              | Mejor nuevo artista latino     | Nominada  | [ 65 ] |
| 2022 | Premios Juventud         | Ella misma                                              | La nueva generación femenina   | Nominada  | [ 66 ] |
| 2022 | Premios Juventud         | «Linda» (con Rosalía)                                   | Girl Power                     | Nominada  | [ 66 ] |
| 2022 | Premios Juventud         | «Linda» (con Rosalía)                                   | Social Dance Challenge         | Nominada  | [ 66 ] |
| 2022 | Premios Tu Música Urbano | «Linda» (con Rosalía)                                   | Mejor canción dembow           | Nominada  | [ 67 ] |
| 2022 | Premios Tu Música Urbano | Ella misma                                              | Mejor artista                  | Nominada  | [ 67 ] |
| 2023 | Premios Lo Nuestro       | Ella misma                                              | Nueva artista femenina         | Nominada  | [ 68 ] |
| 2023 | Premios Lo Nuestro       | Ella misma                                              | Artista femenina urbana        | Nominada  | [ 68 ] |
| 2023 | Premios Juventud         | Ella misma                                              | Female Artist – On The Rise    | Nominada  | [ 39 ] |
| 2023 | Premios Juventud         | «Hung Up On Tokischa» (con Madonna)                     | Girl Power                     | Nominada  | [ 39 ] |
| 2023 | Premios Juventud         | «Delincuente» (con Anuel AA y Ñengo Flow)               | Mejor colaboración dembow      | Ganadora  | [ 39 ] |
| 2023 | Premios Tu Música Urbano | «Delincuente» (con Anuel AA y Ñengo Flow)               | Mejor canción dembow           | Nominada  | [ 69 ] |
| 2023 | Premios Tu Música Urbano | Ella misma                                              | Nueva artista femenina         | Nominada  | [ 69 ] |
| 2023 | Premios Tu Música Urbano | Ella misma                                              | Mejor artista de dembow        | Nominada  | [ 69 ] |
| 2024 | MTV Millennial Awards    | «Ride or Die pt. 2» (con Sevdaliza y Villano Antillano) | Himno viral                    | Nominada  | [ 70 ] |
| 2024 | Premios Lo Nuestro       | «Somos Iguales» (con Ozuna)                             | Colaboración crossover del año | Nominada  | [ 71 ] |
| 2025 | Premios Lo Nuestro       | «Chulo pt. 2» (con Bad Gyal y Young Miko)               | Mejor combinación femenina     | Ganadora  | [ 47 ] |
| 2025 | Premios Lo Nuestro       | «Chulo pt. 2» (con Bad Gyal y Young Miko)               | Canción del año                | Nominada  | [ 47 ] |
| 2025 | Premios Lo Nuestro       | «Chulo pt. 2» (con Bad Gyal y Young Miko)               | Mejor ‘EuroSong’ - Pop urbano  | Nominada  | [ 47 ] |